# Hoofdklasse hockey heren 1992/93
Het seizoen 1992/93 is de 20ste editie van de herenhoofdklasse waarin onder de KNHB-vlag om het landskampioenschap hockey werd gestreden. 
In het voorgaande jaar zijn MEP en Victoria gedegradeerd. Hiervoor zijn Pinoké en Venlo in de plaats gekomen.
Bloemendaal werd landskampioen, nieuwkomer Venlo en SCHC degradeerden rechtstreeks naar de Overgangsklasse.

## Eindstand
Na 22 speelronden was de eindstand:
| #  | Club              | GS | W  | G | V  | P  | DV      | DT      | DS  |
| -- | ----------------- | -- | -- | - | -- | -- | ------- | ------- | --- |
| 1  | Bloemendaal       | 22 | 17 | 4 | 1  | 38 | 71 - 22 | 71 - 22 | +49 |
| 2  | HGC               | 22 | 15 | 6 | 1  | 36 | 71 - 18 | 71 - 18 | +53 |
| 3  | Amsterdam         | 22 | 13 | 5 | 4  | 31 | 65 - 34 | 65 - 34 | +31 |
| 4  | Oranje Zwart      | 22 | 11 | 5 | 6  | 27 | 46 - 39 | 46 - 39 | +7  |
| 5  | Tilburg           | 22 | 10 | 5 | 7  | 25 | 47 - 46 | 47 - 46 | +1  |
| 6  | HDM               | 22 | 10 | 3 | 9  | 23 | 55 - 41 | 55 - 41 | +14 |
| 7  | Klein Zwitserland | 22 | 9  | 5 | 8  | 23 | 46 - 37 | 46 - 37 | +9  |
| 8  | Hattem            | 22 | 8  | 4 | 10 | 20 | 50 - 47 | 50 - 47 | +3  |
| 9  | Kampong           | 22 | 4  | 5 | 13 | 13 | 31 - 58 | 31 - 58 | -27 |
| 10 | Pinoké            | 22 | 4  | 4 | 14 | 12 | 25 - 51 | 25 - 51 | -26 |
| 11 | Venlo             | 22 | 4  | 2 | 16 | 10 | 16 - 74 | 16 - 74 | -58 |
| 12 | SCHC              | 22 | 2  | 2 | 18 | 6  | 18 - 74 | 18 - 74 | -56 |

### Legenda
| Afk.        | Betekenis                                                       |
| ----------- | --------------------------------------------------------------- |
| GS          | aantal gespeelde wedstrijden                                    |
| W           | aantal gewonnen wedstrijden                                     |
| G           | aantal gelijk gespeelde wedstrijden                             |
| V           | aantal verloren wedstrijden                                     |
| P           | totaal aantal punten                                            |
| DV          | aantal gemaakte doelpunten                                      |
| DT          | aantal doelpunten tegen                                         |
| DS          | doelsaldo                                                       |
| Bloemendaal | Landskampioen Bloemendaal plaatst zich voor de Europacup I 1994 |
| HGC         | HGC plaatst zich voor de Europacup II 1994                      |
| Venlo       | Venlo en SCHC zijn rechtstreeks gedegradeerd                    |

## Topscorers
| #  | Speler                | Club              | Goals |
| -- | --------------------- | ----------------- | ----- |
| 1. | Taco van den Honert   | Amsterdam         | 27    |
| 2. | Stephan Veen          | HGC               | 25    |
| 3. | Floris Jan Bovelander | Bloemendaal       | 21    |
| 3. | Koen Pijpers          | HDM               | 21    |
| 5. | Richard Brinkman      | Kampong           | 17    |
| 6. | Piet-Hein Geeris      | Tilburg           | 15    |
| 7. | Rochus Westbroek      | Klein Zwitserland | 14    |
| 8. | Wouter van Pelt       | HDM               | 12    |
| 8. | Fokke Jan Middendorp  | Hattem            | 12    |
| 8. | Martijn van Westerop  | Bloemendaal       | 12    |

Nederlands landskampioenschap:

1897/98 ·
1898/99 ·
1899/00 ·
1900/01 ·
1901/02 ·
1902/03 ·
1903/04 ·
1904/05 ·
1905/06 ·
1906/07 ·
1907/08 ·
1908/09 ·
1909/10 ·
1910/11 ·
1911/12 ·
1912/13 ·
1913/14 ·
1914/15 ·
1915/16 ·
1916/17 ·
1917/18 ·
1918/19 ·
1919/20 ·
1920/21 ·
1921/22 ·
1922/23 ·
1923/24 ·
1924/25 ·
1925/26 ·
1926/27 ·
1927/28 ·
1928/29 ·
1929/30 ·
1930/31 ·
1931/32 ·
1932/33 ·
1933/34 ·
1934/35 ·
1935/36 ·
1936/37 ·
1937/38 ·
1938/39 ·
1939/40 ·
1940/41 ·
1941/42 ·
1942/43 ·
1943/44 ·
1944/45 ·
1945/46 ·
1946/47 ·
1947/48 ·
1948/49 ·
1949/50 ·
1950/51 ·
1951/52 ·
1952/53 ·
1953/54 ·
1954/55 ·
1955/56 ·
1956/57 ·
1957/58 ·
1958/59 ·
1959/60 ·
1960/61 ·
1961/62 ·
1962/63 ·
1963/64 ·
1964/65 ·
1965/66 ·
1966/67 ·
1967/68 ·
1968/69 ·
1969/70 ·
1970/71 ·
1971/72 ·
1972/73
Hoofdklasse heren:

1973/74 · 
1974/75 · 
1975/76 · 
1976/77 · 
1977/78 · 
1978/79 · 
1979/80 · 
1980/81 · 
1981/82 · 
1982/83 · 
1983/84 · 
1984/85 · 
1985/86 · 
1986/87 · 
1987/88 · 
1988/89 · 
1989/90 · 
1990/91 · 
1991/92 · 
1992/93 · 
1993/94 · 
1994/95 · 
1995/96 · 
1996/97 · 
1997/98 · 
1998/99 · 
1999/00 · 
2000/01 · 
2001/02 · 
2002/03 · 
2003/04 · 
2004/05 · 
2005/06 · 
2006/07 · 
2007/08 · 
2008/09 · 
2009/10 · 
2010/11 · 
2011/12 · 
2012/13 ·
2013/14 ·
2014/15 ·
2015/16 ·
2016/17 ·
2017/18 ·
2018/19 ·
2019/20 ·
2020/21 ·
2021/22 ·
2022/23 ·
2023/24 ·
2024/25 ·
Nederlandse competities: Hoofdklasse (zaal) · Promotieklasse · Overgangsklasse · Eerste klasse · Tweede klasse · Derde klasse · Vierde klasse · Gold Cup · Silver Cup

Nederlands kampioenschap: Lijst van Nederlandse landskampioenen hockey · Lijst van Nederlandse landskampioenen zaalhockey

Europese competities: Euro Hockey League · Europacup I · Europa Cup II · Europacup zaalhockey